# Benefik rättshandling
Benefik rättshandling är en juridisk term som innebär att någon utan krav på motprestation lovar eller fullgör något av värde för någon annan. Motsatsen är onerös rättshandling som kräver en motprestation.